# Ugo Ripelin di Strasburgo
Ugo Ripelin di Strasburgo (Strasburgo, 1205 – Strasburgo, 1270) è stato un teologo e presbitero francese dell'Ordine domenicano.
A lui è attribuita la paternità del Compendium theologiae, chiamato anche Compendium theologicae veritatis, che per quattro secoli fu il manuale di teologia più diffuso nelle università dell'Europa occidentale.
Un documento del 1232 conservato presso l'Abbazia domenicana di Predigerkloster a Zurigo attesta la vendita di un appezzamento di terreno a Hugo von Ripelin, abate della neocostituita istituzione monastica.

## IlCompendium theologiae
Il compendio è composto da sette libri: la Creazione, la caduta degli angeli, l'Incarnazione, la grazia, i Sette Sacramenti e le quattro verità ultime dell'escatologia cristiana (morte, Giudizio universale, Paradiso e Inferno).
La datazione comunemente accettata a partire dal penultimo decennio del XX secolo faceva risalire l'opera al 1268.
Per lungo tempo l'opera fu ascritta a Thomas Dorinberg che nel 1473 redasse l'indice dell'opera.
Altre fonti la attribuirono a San Tommaso d'Aquino. Il commento pubblicato nel 1557 a Lione dal domenicano John Combe identificava l'autore in Sant'Alberto Magno. Anche il domenicano Serafino Capponi, nel commento pubblicato nel 1588-1590 a Venezia, identificava l'autore in Alberto Magno.
Verso la fine del XIX secolo, il filologo classico Ludwig Hain attribuì a Ugo di Ripelin la paternità di un complesso di incunaboli custoditi a Venezia, Strasburgo, Lione, Ulma e Norimberga. Nel Wetzer-Welte Kirchenlexikon, Bach (I, 427) menziona un Alberto di Strasburgo, autore che si ritiene mai esistito, mentre in passato fu identificato con Sant'Alberto Magno.
Il testo fu copiato e ristampato innumerevoli volte. È uno dei manoscritti che ha subito il numero più alto di riattribuzioni: Alessandro di Hales, Pietro II di Tarantasia, Hughes de Saint-Cher, Tommaso di Sutton, Aureolo, fra i vari altri.
Ugo di Strasburgo è considerato anche l'autore del Commentarium in IV libros sententiarum, oltre ai Quodlibeta, quaestiones, disputationes et variae in divinos libros explanationes.